# Min første kærlighed
|  | Denne artikel er oprettet af botten Steenthbot ud fra en ekstern database. Den kan derfor have sproglige fejl eller mangler. Denne skabelon kan fjernes efter kontrol af indholdet. |

Min første kærlighed er en dansk kortfilm fra 2021 instrueret af Beata Rappe.

## Handling
En ung kvinde er forelsket i en mand, hun kun har mødt en gang. I desperation efter hans nærhed begiver hun sig ud i natten for at finde ham – hvad end han vil det eller ej…

## Medvirkende
- Teresa Brolin Tani
- Alvin Olid Bursøe
- Clint Ruben
- Sarah Francesca Brænne
- Nanna Elisabeth Eide